# 奈塞
奈塞公司 （Nexcelle）是GE航空公司米德尔里弗飞机系统和Safran Nacelles公司的合资企业，二家公司都是发动机机舱、推力反向器和航空结构的供应商。
奈塞公司总部设在俄亥俄州辛辛那提，与母公司合作开发、生产应用于单通道喷气客机和商用飞机的喷气发动机和集成推进系统。
依靠最初的计划，奈塞公司被定位为世界上第一个集成推进系统——CFM国际Leap-1C引擎的一个重要生产参与者，该引擎应用在中国的C919大型客机上。该合资企业随后被选择为GE的护照综合推进系统提供机舱和推力反向器，该系统为庞巴迪Global 7000和Global 8000商用飞机提供动力。
1. ↑  www.nexcelle.com